# 庄内地震
庄内地震（しょうないじしん）は、1894年（明治27年）10月22日17時35分35秒、山形県庄内平野北部（北緯38.9度、東経139.9度）を震源として発生したM 7.0 の内陸直下型地震である。

## 概説
震源は極浅く、最大震度は烈震を記録している。余震も数多く発生した。震源は現在の山形県酒田市の中心部であり、庄内平野東縁断層帯で発生したと推定されている。最大震度は当時の震度階級（微震、弱震、強震、烈震の4段階）において最大のものである。
また、地震の発生が日本において本格的に地震観測を始める直前であったということもあり正確な記録に乏しく、地震の規模はM7.3、最大震度は現在の震度7相当だったのではないかともされているが詳細な情報は分かっていない。また震源についても正確な位置の特定はできていない。厚く軟弱な堆積層によって地下の断層による変位が地表にまで到達せず、明瞭な地表断層が出現しなかった地点もある。また、地表には地震断層（地表の変位による断層）として矢流沢断層が出現したとされるが、地質構造とは異なった方向の断層であること、トレンチ調査の結果からは矢流沢断層の存在は否定されている。

## 被害
この地震によって庄内平野、特に酒田を中心に局地集中的な大きな被害を出した。そのため、酒田地震とも呼ばれる。家屋損壊は本荘や山形まで及び、酒田では大火災が発生し総戸数の8割が焼失した（酒田地震大火）。
- 死者：726人
- 負傷者：8,403人
- 全壊家屋：3,858戸（山形県内）
- 半壊家屋：2,397戸（山形県内）
- 焼失家屋：2,148戸（山形県内）
- 破損家屋：7,863戸（山形県内）

庄内平野全域において地盤の亀裂や陥没、液状化現象も見られた。湧き出た水で人畜が押し流されたとする記録も残る。また、液状化現象の様子は現地調査に訪れた大森房吉が写真に収めた。地形の変状では、袖浦村大字黒森（現・酒田市黒森）の砂丘では幅1町（約110m）に渡り深さ30尺（約10m）も沈下し、袖浦村大字浜中（現・酒田市浜中）では高さ1丈（約3m）の小山が出現した。
この地震によって当時は木造建築が大半であった家屋の破損が相次ぎ、木造建築の耐震性を改めて問うきっかけになった。このことにより、濃尾地震を契機に設置された震災予防調査会が木造建築改良仕様書を発表した。

## 再来周期
歴史資料が乏しく、また農耕や経済活動に伴う土地の人為的改変や気象条件による攪乱などにより地層に痕跡が残りにくい内陸地震のため不明点が多い。トレンチ調査により、約2500年前から1894年までの期間に、少なくとも1回の地表変位を伴う地震が発生している。歴史資料によれば前回の発生は850年頃と考えられており、再来周期は約1000年とされる。